# Ivo Brunner

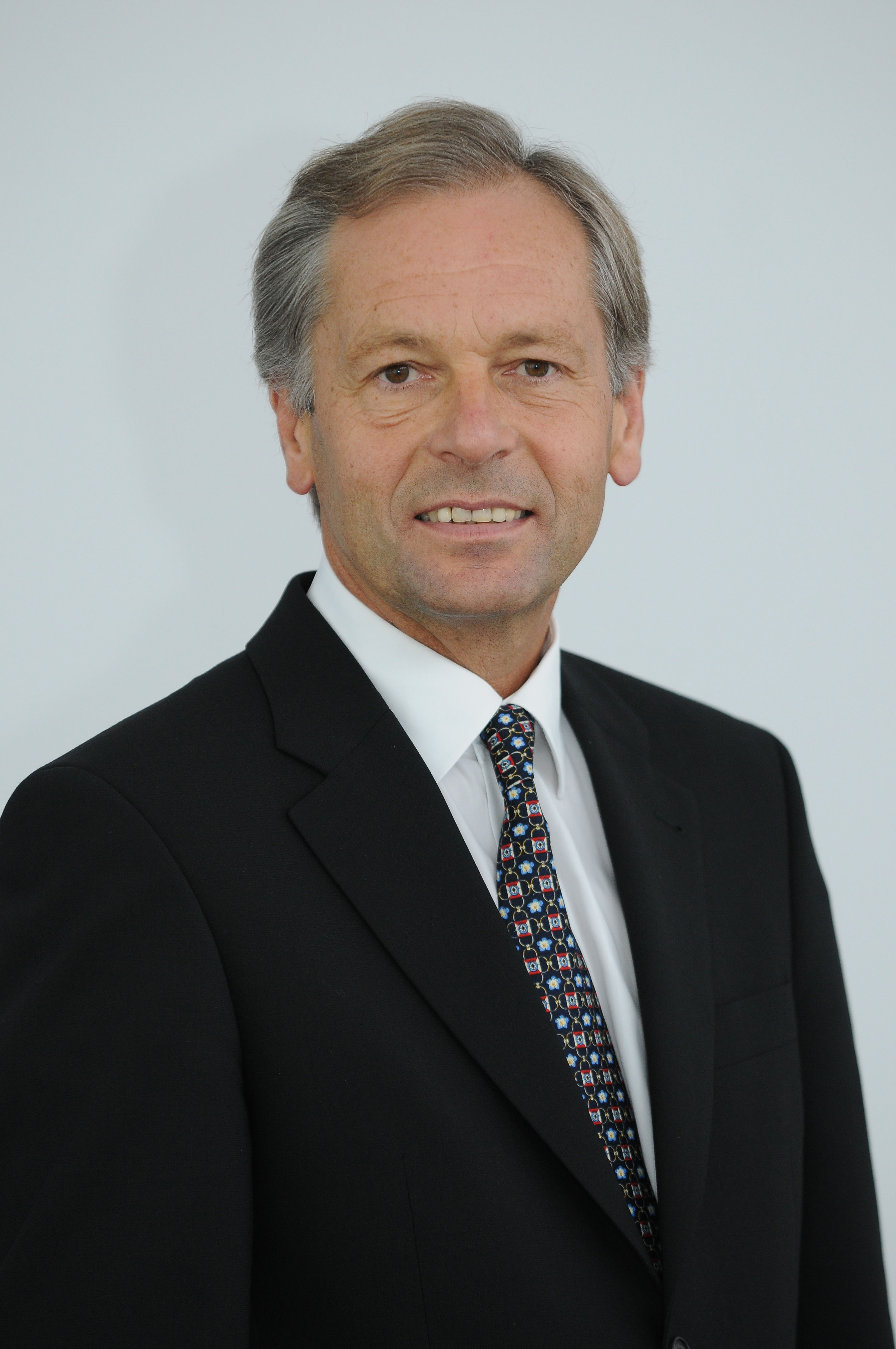
Ivo Brunner (2010)

Ivo Brunner (* 7. April 1952 in Gaißau) ist ein österreichischer Schulpädagoge, Anglist, Lehrerbildner und Hochschulprofessor. Er ist Gründungsrektor der Pädagogischen Hochschule Vorarlberg und Gründungsvorsitzender der österreichischen Rektorenkonferenz der Pädagogischen Hochschulen.

## Leben

### Studium
Nach der Matura am musisch-pädagogischen Bundesrealgymnasium in Feldkirch begann Brunner 1971 sein Lehramtsstudium für Gymnasien in Anglistik, Leibeserziehung und Pädagogik. Er verbrachte 1973/74 ein Auslandsstudienjahr an der University of London und schloss im Jahre 1976 an der Universität Innsbruck als Mag. phil. diese Studien ab. 1978 wurde er mit der Dissertationsarbeit („Literatur im Englischunterricht“) in Anglistik/Amerikanistik zum Dr. phil. promoviert. Anschließend widmete er sich in einem postdoktoralen Studium den Kommunikationswissenschaften und der komparativen Linguistik an der Columbia University in New York.

### Berufliche Laufbahn
Nach mehreren Unterrichtsjahren an Gymnasien in Tirol und Vorarlberg wechselte Brunner 1983 in die Lehrerbildung und wurde 1994 zum Direktor der Pädagogischen Akademie des Bundes in Vorarlberg bestellt. Er leitete diese Institution der Pflichtschullehrerbildung zwölf Jahre lang, bis er 2006 zum Gründungsrektor der Pädagogischen Hochschule berufen wurde. Mehrere Gastprofessuren, Forschungsaufenthalte und Lektorate führten ihn an Universitäten, u. a. in die USA (Southern Illinois University at Carbondale und City University of New York), Russland (Maxim Gorki Universität und Technische Universität Jekaterinburg), Finnland (Universität Oulu und Universität Lappland), Ungarn (Hochschule Szekszárd/Universität Pécs) oder Schweden (Hochschule Boras).
Brunners Hauptinteressen gelten der Fremdsprachendidaktik sowie der qualitätsvollen, forschungsorientierten Professionalisierung der Pflichtschullehrerbildung nach internationalen Standards. Seine internationale Erfahrung und Expertise stellte er wiederholt dem Wissenschafts- und Unterrichtsministerium zur Verfügung und war dadurch maßgeblich sowohl an der Erstellung des Akademien-Studiengesetzes 1999 als auch des österreichischen Hochschulgesetzes 2005 beteiligt.

### Privates
Ivo Brunner wuchs als jüngstes Kind in einer neunköpfigen Buchhändlerfamilie auf. Mit Eintritt in das Berufsleben engagierte er sich viele Jahre ehrenamtlich auch als Kulturreferent in der Gemeindepolitik. Er lebt in Höchst am Bodensee und verfasste über seine Heimatregion Bild- und Textbände. Er ist verheiratet und hat eine Tochter und einen Sohn.

## Mitgliedschaften
- Gründungsmitglied des Vereins „Teacher of English in Austria“ (TEA)
- Präsident der Österreichisch-Amerikanischen Gesellschaft Vorarlberg
- Vorsitzender der Bundes-Leitungskonferenz der Pädagogischen Akademien Österreichs (BLK)
- Beauftragter des Bundesministeriums für Bildung, Wissenschaft und Kunst für „Gender Mainstreaming“
- Mitglied des „Kernteams“ des Bundesministeriums für Unterricht und Kunst zur Schaffung von Pädagogischen Hochschulen, Wien, 2001–2003
- Mitglied der ministeriellen Steuerungsgruppe zur Erstellung des Hochschulgesetzes 2005, Wien, 2003–2005
- Gründungsvorsitzender der Österreichischen Rektorenkonferenz der Pädagogischen Hochschulen[6]
- Mitglied des Österreichischen Forschungsbundes (OEFEB)
- Österreichischer Vertreter im „European Network for Teacher Education Policies“ (ENTEP)[7]
- Mitbegründer des Forschungsforums der Pädagogischen Hochschulen Österreichs[8]
- Mitglied der österreichischen „Bologna-Follow-Up-Group“
- Mitglied der „European Agency for Special Needs and Inclusive Education“ – Projektmitarbeiter und Österreichvertreter bei „Teacher Education for Inclusion“ (TE4I)[9]
- Mitglied und österreichischer Vertreter der PH-Rektorenkonferenz in der „European University Association“ (EUA)
- Gründungsmitglied (seit 2000) und Vorstandsmitglied (2011–2014) des Kooperationsrates der Internationalen Bodenseehochschule (größter hochschultypenübergreifender Hochschulverbund Europas)[10]

## Auszeichnungen
- Großes Verdienstzeichen des Landes Vorarlberg (2014)[11]
- Österreichisches Ehrenkreuz für Wissenschaft und Kunst I. Klasse (2013)
- Österreichisches Bundes-Ehrenzeichen (für interkulturelles Engagement, 2008)
- Ehrenmitglied des Institutes für Linguistik der Southern Illinois University (1993)

## Veröffentlichungen
- Brunner, I. (1989). Damals in Höchst. Kulturreferat der Gemeinde Höchst (Hrsg.). Russ-Druck, Bregenz-Lochau.
- Brunner, I. (1991). Naturgeheimnis Rheindelta. Eugen-Ruß-Verlag (Hrsg.). Bregenz. ISBN 3-85258-019-6
- Brunner, I. (2001). Fortsetzung folgt…: eine Analyse über Konstitutierung, Organisationsstruktur und Inhaltsdimension der Bundes-Leitungskonferenz (BLK) der Pädagogischen Akademien Österreichs. Erziehung und Unterricht 151, S. 270–275.
- Brunner, I. (2002). Teacher Education in Austria in 2002: The Road of Change. Status quo – Development – Perspectives – Scenarios. Strategies of Change in Teacher Education – European Views. 15–22.
- Brunner, I. (2006). Innenansichten zur Akademisierung der LehrerInnenbildung. Erziehung und Unterricht 156, S. 5–6.
- Brunner I. (2010). Führung und Steuerung pädagogischer Hochschulen im Handlungskontext der österreichischen Rektorenkonferenz (RÖPH). Beiträge zur Lehrerbildung. Zeitschrift zu Theorie und Praxis der Aus- und Weiterbildung von Lehrerinnen und Lehrern. 28. Jg. 2. 233–240.
- Brunner, I. (2011). PH als Forschungsinkubator. Zwischenrufer. Residenz Verlag. 18.
- Brunner, I. (2011). Die Pädagogischen Hochschulen: Aufgaben, Weiterentwicklungen, Weichenstellungen mit dem unterstützenden Netzwerk der Rektorenkonferenz. Österreichische Hochschulzeitung (ÖHZ). Magazin für Wissenschaft und Forschung. 2. 10–11.
- Brunner, I. (2014). Paradigmen der Pädagog/innen/bildung – schlag‘ nach bei Hamlet. n@HZ. Ein Leben für die Pädagogische Hochschule. Gedenkschrift für Herbert Harb (1946–2013). Sondernummer, S. 6–9.
- Brunner, I., Feyerer, E., Moser, I. (2014). Eine gemeinsame LehrerInnenbildung für ein inklusives Bildungssystem. Erziehung und Unterricht 3–4, S. 204–210.
- Brunner, I. (2015). Trinationale Herausforderungen in der PädagogInnenbildung. Errichtung einer Bildungswissenschaftlichen Universität Vorarlberg als regionaler Lösungsansatz. Die Pädagogische Hochschule gestalten. Peter Tremp und Reto Thaler (Hrsg.). hep verlag ag Bern. 111–138.
- Brunner, I. (2020). Erwin Rauscher meets William Shakespeare: Paradigmen der PädagogInnenbildung aus Hamlets Blickwinkel. Die Verführung zur Güte. Beiträge zur Pädagogik im 21. Jahrhundert. Festschrift für Erwin Rauscher. Christine Schörg und Carmen Sippl (Hrsg.). Studienverlag, Innsbruck-Wien-Bozen, S. 323–328. ISBN 978-3-7065-4967-7.